# 白澤久則
白澤久則（1964年12月13日—），前日本足球運動員，並參加1988年亞洲盃足球賽。

## 俱乐部生涯
1983年，白澤久則在洋馬开始足球生涯，1993年转会至京都不死鳥。